# 10007 Malytheatre
10007 Malytheatre (1976 YF3) là một tiểu hành tinh vành đai chính được phát hiện ngày 16 tháng 12 năm 1976 bởi L. I. Chernykh ở Đài vật lý thiên văn Crimean. Nó được đặt theo tên Maly Theatre.